# Irish Open 1949
Die Irish Open 1949 waren die 36. Austragung dieser internationalen Meisterschaften von Irland im Badminton. Sie fanden in Belfast statt.	

## Finalresultate
| Disziplin    | Sieger                        | Finalist                    | Ergebnis          |
| ------------ | ----------------------------- | --------------------------- | ----------------- |
| Herreneinzel | Ong Poh Lim                   | Lim Kee Fong                | 15–9, 15–7        |
| Dameneinzel  | Queenie Allen                 | Barbara Good                | 11–2, 11–3        |
| Herrendoppel | Ong Poh Lim Lim Kee Fong      | Frank Peard Noel B. Radford | 15–4, 15–6        |
| Damendoppel  | Queenie Allen Betty Uber      | Nora Conway Barbara Good    | 15–1, 15–7        |
| Mixed        | Harold Marsland Queenie Allen | Lim Kee Fong A. Love        | 14–18, 15–6, 15–4 |